# Língua suázi
O suázi ou suáti (SiSwati) é uma língua banta do grupo angune, falada em Essuatíni (antiga Suazilândia) e na África do Sul. O número de falantes é estimado em torno de 1,5 milhão de pessoas, e o idioma é lecionado em escolas tanto de Essuatíni em si como nas regiões de Mepumalanga e Canguane na África do Sul. O suázi é, juntamente com o inglês, a língua oficial de Essuatíni, e uma das onze línguas oficiais da África do Sul.
A forma Swazi, que deu origem ao português "suázi", vem de isiSwazi, nome do idioma em zulu - língua falada por muitos dos falantes nativos do suázi. O idioma tem forte parentesco com o phuthi (outra das principais línguas angunes do ramo tekela), falada no sul do Lesoto e no norte da província sul-africana do Cabo Oriental. O suázi também é parente das línguas angunes do ramo zunda, como o zulu (falado nas fronteiras linguísticas imediatamente adjacentes), o andebele do norte (falada no Zimbábue) e o xossa (falado no sul do Lesoto e nas províncias sul-africanas do Cabo Oriental e Ocidental).

## Dialetos
O suázi é falado em Essuatíni e são quatro os dialetos, correspondendo às quatro regiões administrativas do país: Hhohho, Lubombo, Manzini, Shiselweni.
O suázi tem pelo menos duas grandes variantes: o padrão, variante principal, falada principalmente no norte, centro e sudoeste do país; e a outra, menos prestigiada, falada no resto do país.
No extremo Sul, especialmente nas cidades como Nhlangano e Hlathikhulu, a variante é muito influenciada pelo zulu. Muitos suázis, dentre os quais os que falam tal variante, não a consideram como propriamente o suázi, considerando-a como o segundo dialeto do país. Um significativo número de falantes do suázi na África do Sul, principalmente na província Mepumalanga  e no Soweto) são tidos, pelos falantes do suázi de Essuatíni como falantes não padrão do suázi.
Ao contrário da variante do sul de Essuatíni, a variante Mepumalanga é menos influenciada pelo idioma zulu, sendo assim mais próxima do suázi padrão. Porém, essa variante Mepumalanga se distingue por diferente entonação e ainda pelo padrão dos tons. Os padrões de entonação do suázi Mepumalanga são considerados como dissonantes para os suázis. Essa variante sul-africana é tida como bem influenciada por outras línguas da África do Sul faladas em áreas próximas ao povo suázi.
Uma característica do dialeto mais prestigiado do suázi (falado no norte e centro de Essuatíni)  é o estilo nobre de enunciação lenta, bastante enfática, que é considerado de forma anedótica  como muito "melífluo" aos ouvidos.

## Alfabeto
O suázi utiliza o alfabeto latino com suas 5 vogais e 19 consoantes padrão e mais 22 conjuntos consonantais: bh, ch, dl, dv, dz, gc, hh, hl, kh, kl, mb, nc, nch, ng, ngc, ph, sh, tf, th, tj, ts, zh.

## Gramática

### Substantivos
O substantivo do suázi (libito) consiste em duas partes essenciais, o prefixo  (sicalo) e o tema (umsuka). Usando prefixos, os substantivos podem ser agrupados em classes de substantivos, que são numeradas consecutivamente, de modo comparável ao de outras línguas bantas.
A tabela a seguir apresenta uma vista geral dos substantivos suázis, com seus plurais:
| Classe | Singular     | Plural   |
| ------ | ------------ | -------- |
| 1/2    | um(u)-¹      | ba-, be- |
| 1a/2b  | Ø-           | bo-      |
| 3/4    | um(u)-¹      | imi-     |
| 5/6    | li-          | ema-     |
| 7/8    | s(i)-²       | t(i)-²   |
| 9/10   | iN-3         | tiN-3    |
| 11/10  | lu-, lw-     |          |
| 14     | bu-, b-, tj- |          |
| 15     | ku-          |          |

¹ umu- substitui um- antes de temas monossilábicos, Ex.:. umuntfu (pessoa).
² s- e t- substituem si- e ti- respectivamente antes de temas que começam com vogal, Ex.:g. sandla/tandla (mão/mãos).
3 O símbolo N nos prefixos iN- e tiN- marca o lugar de m, n ou não representa letra nenhuma.

## Amostra de texto
A seguinte amostra de texto é o artigo 1 da Declaração Universal de Direitos Humanos:
Bonkhe bantfu batalwa bakhululekile balingana ngalokufananako ngesitfunti nangemalungelo. Baphiwe ingcondvo nekucondza kanye nanembeza ngakoke bafanele batiphatse nekutsi baphatse nalabanye ngemoya webuzalwane.
A declaração lê-se da seguinte forma em português:
Todos os seres humanos nascem livres e iguais em dignidade e em direitos. Dotados de razão e de consciência, devem agir uns para com os outros em espírito de fraternidade.

### Softwares
- «Project to translate Free Software into Swati»
- «Swati edition of OpenOffice.org»
- «Swati spell checker for OpenOffice.org and Mozilla (basic)»